# Chinesischer Raupenpilz
Der Chinesische Raupenpilz (Ophiocordyceps sinensis), auch Tibetischer Raupenpilz oder Tibetischer Raupenkeulenpilz, ist ein Schlauchpilz (Ascomycota) aus der Gruppe der Kernkeulen, der Raupen befällt. Er ist im Hochland von Tibet endemisch. Der Pilz spielt in der traditionellen chinesischen Medizin eine Rolle und ist ein begehrter Heilpilz. Die Nebenfruchtform ist Paecilomyces hepiali.

## Merkmale
Der Chinesische Raupenpilz bildet gestielte Sammelfruchtkörper (Stromata). Diese sind schlank keulenförmig, braun gefärbt und werden 8–15 cm hoch. Dabei kann die Größe, wahrscheinlich bedingt durch die Art der befallenen Raupe, variieren. Der Fruchtkörper wird etwa zweimal, selten auch bis zu viermal so lang wie die befallene Raupe. Die sporentragenden Teile (Perithecien) werden im oberen Drittel des Stromas gebildet.

## Ökologie und Phänologie
Der Chinesische Raupenpilz ist im Gras- und Strauchland anzutreffen, das im Jahr mindestens 350 mm, meist jedoch mindestens 400 mm Niederschlag erhält. Im Habitat kommen vorwiegend Schuppenseggen vor. Die befallenen Raupen ernähren sich von jungen Wurzeln der Knöterichgewächse, Hülsenfrüchtler, Sauergrasgewächse (einschließlich Schuppenseggen), Süßgräser und Liliengewächse. Durch die Beweidung im Hochland von Tibet wurde der Lebensraum des Pilzes bedeutend vergrößert. Er wächst in Höhenlagen zwischen 3000 m und 5000 m. Lokal tritt er in einem Bereich von 500 Höhenmetern um die Baumgrenze auf.
Der Pilz befällt Raupen der Gattung Thitarodes, die zur Schmetterlingsfamilie der Wurzelbohrer (Hepialidae) gehört. Dies betrifft 30 Arten der etwa 40 aus dem Hochland von Tibet bekannten Arten dieser Schmetterlingsgattung. Die infizierten Raupen überdauern den Winter im Boden, wobei sie sich weniger tief befinden als unbefallene Tiere. Im Frühjahr tritt der Fruchtkörper aus dem Kopf der Raupe über die Erdoberfläche. Während der Entwicklung des Pilzes wird das Substrat zunehmend zersetzt, bis nur noch die weiche Außenhülle übrig bleibt, die mit dem Myzel des Pilzes gefüllt ist.
Die Fruchtkörper erscheinen im Frühjahr ab Mai, an den Osthängen auch schon ab Mitte April. Die Fruktifikation dauert bis Mitte Juni, in höheren Lagen bis Mitte Juli. In einigen Regionen kann der Pilz in verschiedenen Höhenlagen fast zwei Monate lang angetroffen werden. Überständige Exemplare können bis in den August überdauern.
Die Fruktifikation soll durch hohe Niederschlagsmengen im vorher auftretenden Monsun begünstigt werden. Einen ähnlichen Effekt haben große Schneemengen im Winter, vor allem bei einem milden Frühjahr. Lange beständige Schneedecken haben jedoch einen Zerfall zahlreicher Fruchtkörper zur Folge.

## Verbreitung
Der Chinesische Raupenpilz ist im Hochland von Tibet endemisch. In diesem Gebiet kommt er weit verbreitet im Südwesten und etwas weniger dicht im Süden vor. Das Areal verläuft an der gesamten südlichen Grenze des Autonomen Gebietes Tibet und erstreckt sich mit dem Kerngebiet der Verbreitung über den gesamten Ostteil Tibets sowie über den gesamten Südosten der Provinz Qinghai und den gesamten Nordwesten der Provinz Sichuan, außerdem über den äußersten Südwesten bzw. den äußersten Nordwesten der Provinzen Gansu und Yunnan. Die südlichen Ausläufer reichen bis in den Norden von Nepal, Bhutan und Indien. Darüber hinaus ist der Pilz aus dem Tian Shan und dem Altai in Xinjiang berichtet.

## Gefährdung
Bisher wird kein Rückgang in den Vorkommen des Chinesischen Raupenpilzes beobachtet. Von den Sammlern wird eine Verringerung der Pro-Kopf-Ausbeute berichtet, die auf die stetig ansteigende Konkurrenz zurückgeführt wird. Auch seitens der Händler wird kein Rückgang der verfügbaren Mengen beobachtet. Studien über langfristige Auswirkungen der intensiven Sammeltätigkeit existieren bisher nicht. Abschätzungen zufolge ist das Gefährdungspotential gegenüber dem Pilz moderat.

## Bedeutung

### Kulturgeschichte
Der Chinesische Raupenpilz wird wahrscheinlich schon seit mindestens 1.000 Jahren gesammelt und genutzt. Die erste Erwähnung findet der Pilz in der Traditionellen Tibetischen Medizin im 15. Jahrhundert durch den Arzt Surkhar Nyamnyi Dorje (1439–1475). In der traditionellen chinesischen Medizin wird er erstmals im Jahr 1694 von Wang Ang verzeichnet. In der Literatur der westlichen Welt findet sich der erste Nachweis im Jahr 1736 durch den Jesuitenpriester Jean-Baptiste Du Halde, der von einem kaiserlichen Arzt mit dem Pilz behandelt wurde. Der Handel des Chinesischen Raupenpilzes zwischen Tibet und China geht mindestens auf das 17. Jahrhundert zurück. Den Tibetern diente er als Tauschware gegen Tee und Seide. Zum Teil dient der Pilz noch heute als Währung.
Heute wird der Pilz vor allem in der Volksrepublik China und anderen Teilen Ostasiens geschätzt. Er ist zu einem Zeichen für Wohlstand geworden und wird oft als Geschenk verwendet. Zudem hat er sich in China zu einem kulinarischen Statussymbol entwickelt, das vor allem zum Chinesischen Neujahrsfest von Bedeutung ist. Darüber hinaus ist der Pilz auch in Japan und Korea begehrt. Auf den westlichen Märkten ist der Chinesische Raupenpilz in unverarbeiteter Form bisher nicht verbreitet. Die angebotenen Produkte sind meist Pillen, aus dem Myzel des Pilzes, das künstlich gezüchtet wird.
Durch die lohnende Einnahmequelle für die Sammler des Chinesischen Raupenpilzes vollzogen sich in den letzten 15 Jahren tiefgreifende Änderungen in den sozialen und ökonomischen Bedingungen in der Region. Das Einkommen begünstigt den Zugang zur medizinischen Versorgung, zur Ausbildung, zu Transportmitteln (v. a. Motorräder), Konsumgütern und Bankanleihen. Zudem werden Waren und Dienstleistungen innerhalb der ländlichen Bevölkerung vermehrt durch Bargeld bezahlt als z. B. durch Tauschhandel. Vor allem die Einwohner im Kernbereich des Verbreitungsgebietes des Chinesischen Raupenpilzes sind heute stark vom Einkommen aus der Sammeltätigkeit abhängig.

### Etymologie
| Tibetische Bezeichnung                                |
| ----------------------------------------------------- |
| Tibetische Schrift: དབྱར་རྩྭ་དགུན་འབུ                      |
| Wylie-Transliteration: dbyar rtswa dgun ’bu           |
| Aussprache in IPA: [jaːtsa kỹpu]                      |
| Offizielle Transkription der VRCh: Yarza Günbu        |
| THDL-Transkription: Yartsa Günbu                      |
| Andere Schreibweisen: Yartsa Gunbu Nepali= Yarsagumba |
| Chinesische Bezeichnung                               |
| Traditionell: 冬蟲夏草                                |
| Vereinfacht: 冬虫夏草                                 |
| Pinyin:Dōngchóng Xiàcǎo                               |

Der tibetische Name, Jartsa Gunbu (in anglisierter Form auch „Yartsa Gunbu“), bedeutet wörtlich „Sommergras-Winterwurm“. Sein chinesischer Name dong chong xia cao ist eine (umgekehrt) wörtliche Übersetzung des tibetischen Namens; es bedeutet wörtlich „Winterwurm-Sommergras“. Seinen Artnamen sinensis erhielt der Chinesische Raupenpilz von Miles Joseph Berkeley, weil er von Europäern zuerst auf chinesischen Märkten gefunden wurde.

### Sammelaktivität
Zwischen 1956 und 1981 wurde das Sammeln des Chinesischen Raupenpilzes staatlich verordnet, wobei bestimmte Quoten einzuhalten waren. Dies waren meist 3 Exemplare, die an die Behörden weiterzugeben waren; weitere Funde wurden gehandelt.
Durch die hohe Nachfrage ist die Beteiligung an der kommerziellen Sammelaktivität heute sehr hoch. In einigen Kreisen (z. B. Dêngqên) ist dies über die Hälfte der Gesamtbevölkerung. Jedes Jahr werden Hunderte von Millionen Exemplare des Chinesischen Raupenpilzes in seinem natürlichen Verbreitungsgebiet gesammelt. Genaue Daten über gesammelte Mengen fehlen für viele Gebiete; Schätzungen gehen von insgesamt 140 bis 150 Tonnen pro Jahr aus. Die Sammler sind Hirten und Bauern sowie vereinzelt auch Stadtbewohner, die während der Sammelsaison im Verbreitungsgebiet des Pilzes kampieren. Größere Lager befinden sich meist an Straßen und sind oft mit Geschäften für Lebensmittel, Restaurants und Unterhaltungsmöglichkeiten wie Billardtischen ausgestattet. Oft werden die Pilze direkt aus den Camps verkauft.
Die tägliche Ausbeute eines Sammlers liegt zwischen wenigen bis mehreren Dutzend, normalerweise zwischen 5 und 10 Exemplaren. Ein Fund bringt etwa 8 bis 16 Yuan ein, was etwa einem halben Tag Arbeit im Straßenbau entspricht. An einem Tag kann so das Drei- bis Siebenfache des normalen Lohnes in dieser Region oder sogar das Gehalt eines ganzen Monats erzielt werden.
In den meisten Regionen Tibets wird für das Sammeln des Pilzes eine Erlaubnis vergeben. Die Kosten dafür betragen für Anwohner zwischen 10 und 300 Yuan pro Person und Saison. Für Zuwanderer, zu denen auch Bewohner benachbarter Bezirke zählen, ist der Preis bedeutend höher; im Jahr 2006 waren es bis zu 4.000 Yuan. In einigen Bezirken wie Riwoqê oder Dêngqên wurden Sammelverbote für Außenstehende erlassen. Dies führte zu Unruhen und sogar zu Aufständen mit einigen Todesfällen in den Jahren 2004 und 2005.
In großen Teilen des Hochlandes von Tibet stellt das Sammeln des Chinesischen Raupenpilzes die wichtigste Einnahmequelle dar. Im Autonomen Gebiet Tibet bildet der Handel mit dem Pilz 8,5 % des Bruttoinlandsproduktes und damit den wichtigsten Wirtschaftssektor der Region (2004). Bei der ländlichen Bevölkerung dieser Region (93 %) beträgt der Anteil des gesamten Pro-Kopf-Einkommens in bar durch das Sammeln 25 %; der Anteil des gesamten Einkommens beläuft sich auf mindestens 40 %. In Qamdo und Nagqu, die zu den Hauptsammelgebieten zählen, macht die Sammeltätigkeit 70 bis 90 % des Haushaltseinkommens aus.
Über die Bedeutung des Pilzes in einigen Gebieten von Nepal wurde in der FAZ am 23. Januar 2016 berichtet.

### Wert

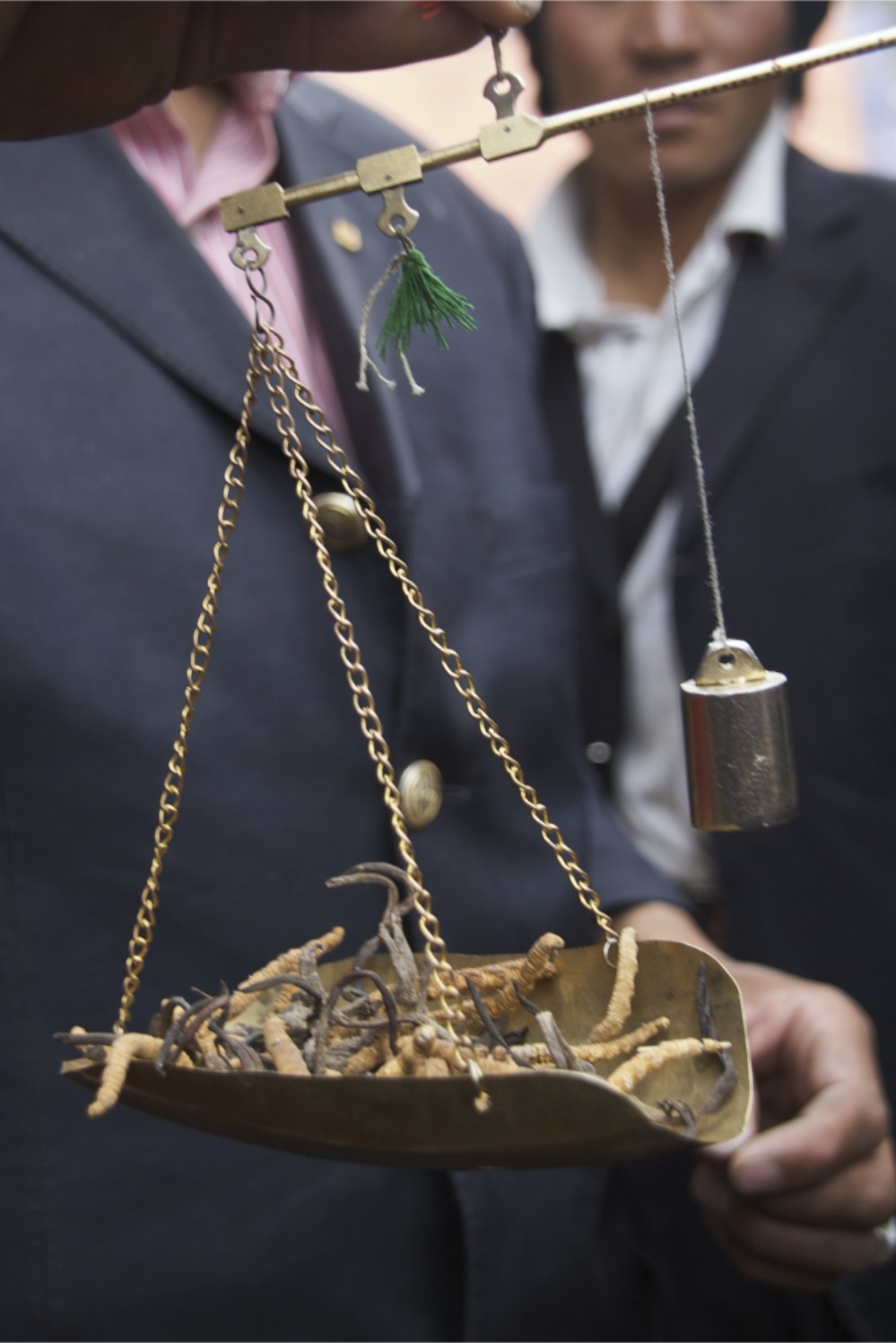
Der wertvolle Raupenpilz wird präzise abgewogen.

Der Chinesische Raupenpilz ist ein seit Jahrhunderten geschätzter Pilz, der bis heute als Währung eingesetzt wird. Während der Kulturrevolution zwischen 1966 und 1976 brach der Markt des Pilzes zusammen. Zu dieser Zeit kostete ein Kilogramm 21 Yuan. Ab den 1980er-Jahren stiegen die Preise sehr schnell. Der Wert des Chinesischen Raupenpilzes hat sich zwischen 1997 und Mitte 2008 etwa verneunfacht. Mitte 2008 erzielte er je nach Qualität z. B. in Lhasa einen Preis zwischen 60.000 und 160.000 Yuan pro kg. In Shanghai wurden Exemplare hoher Qualität zu dieser Zeit für bis zu 320.000 Yuan pro kg verkauft. Die aus dem Myzel gewonnenen Pillen erzielen nur einen Bruchteil dieser Preise.
Die Qualität des Raupenpilzes wird hauptsächlich durch die Größe der befallenen Raupe, aber auch durch das Größenverhältnis des Stromas und der Raupe sowie die Festigkeit der Raupe bestimmt. Die letzteren beiden Merkmale sind Anzeichen für das Alter des Pilzes und hängen vom Zeitpunkt der Aufsammlung ab. Den höchsten Preis erzielen somit Exemplare, deren Stromata etwa so lang sind wie die Raupe. In diesem Stadium wird die Potenz des Pilzes als am höchsten angesehen, wodurch diese besonders begehrt sind. Von den Tibetern wird er nga bu genannt, was so viel heißt wie „früher Jartsa Gunbu“. Zu diesem Zeitpunkt haben sich die Fortpflanzungsorgane (Perithecien) noch nicht entwickelt. Durch die Entnahme des Pilzes aus dem Boden wird seine Entwicklung unterbrochen. Ältere Exemplare, bei denen die Raupe stark zersetzt worden ist, werden hingegen am Fundort belassen, da sie nahezu wertlos sind. Auf Tibetisch wird der Pilz dann tshar bu genannt, was etwa „beendeter Jartsa Gunbu“ bedeutet.

### Verwendung und medizinische Wirkung
Der Chinesische Raupenpilz wird oft zusammen mit Huhn oder Ente gekocht.
In der traditionellen chinesischen und tibetischen Medizin wird der Chinesische Raupenpilz als kräftigend und aphrodisierend gesehen. Nach dem Erfolg Chinas bei den Olympischen Sommerspielen 1992 gaben die chinesischen Athleten an, zuvor den Chinesischen Raupenpilz eingenommen zu haben. Er wird auch gegen Lungen-, Leber- und Nieren- und Herz-Kreislauf-Beschwerden sowie Rückenschmerzen eingesetzt. Wissenschaftlich klare Belege zur Wirksamkeit gibt es nicht.
Daniel Winkler verweist auf moderne Studien, in denen eine mögliche Wirkung des Pilzes gegen Tumore (darunter auch Krebs), Viren, immun- und cholesterinregulierende, antioxidante Effekte sowie Auswirkungen auf Ausdauer und Libido untersucht wurden. Die auch von Supplement-Herstellern gern zitierten Studien sind fast ausschließlich Laborexperimente am Zell- oder Tiermodell. Nur sehr wenige Studien sind am Menschen durchgeführt worden und zeigen keine konsistente Evidenz, dass die präklinisch demonstrierten Effekte tatsächlich auch beim Menschen zu erwarten sind. Insgesamt ist keine der zur Vermarktung genutzten, vermeintlichen Wirkungen belegt.

## Filme
- Der Wunderpilz aus Tibet. Frankreich, 2008

## Weiterführende Literatur
- Daniel Winkler: Der Tibetische Raupenpilz: Yartsa Gunbu. In: Karin Montag (Hrsg.): Der Tintling – Die Pilzzeitung. Band 52, 2007, S. 39–43 (online [abgerufen am 23. August 2013]).
- Daniel Winkler: Yartsa Gunbu - Cordyceps sinensis. Economy, Ecology & Ethno-mycology of a Fungus Endemic to the Tibetan Plateau. In: A. Boesi & F. Cardi (Hrsg.): Wildlife and plants in traditional and modern Tibet: Conceptions, Exploitation and Conservation. Memorie della Società Italiana di Scienze Naturali e del Museo Civico di Storia Naturale di Milano. Band 33.1, 2005, S. 69–85 (alessandroboesi.eu (Memento vom 14. Mai 2015 im Internet Archive) [PDF]).|Format=PDF|KBytes=243
- Alessandro Boesi, Francesca Cardi: Cordyceps sinensis Medicinal Fungus. Traditional Use among Tibetan People, Harvesting Techniques, and Modern Uses. In: HerbalGram. Nr. 83. American Botanical Council, 2009, S. 52–61 (online [abgerufen am 23. August 2013]).
- Michael Finkel: Tibetisches Gold. In: National Geographic. Nr. 10, 2012, S. 126–141.
- X. Zhou, C. U. Meyer: Cordyceps sinensis. (provitaspharma.com [PDF; 31 kB; abgerufen am 24. August 2013]).